# Удостоверение личности жителя Макао
Удостоверение личности жителя Макао (порт. Bilhete de Identidade de Residente Macau, BIR) (кит. 澳門居民身份證, 簡稱.), является удостоверением личности жителей Макао. Выдающий орган — Бюро идентификационных документов Макао. Документ бывает двух видов: для постоянных жителей и для непостоянных жителей.

## Историческая справка

### Период двойных удостоверений
До 1950 года португальское правительство Макао не имело сколько-нибудь хорошей системы идентификации жителей. В то время жители Макао, имевшие китайскую национальность, обращались в Главное полицейское управление и в местное Управление внутренних дел, которое впоследствии стало именоваться Бюро идентификационных документов Макао, для того чтобы подать справку с места жительства для его подтверждения. Поэтому жителям Макао китайского происхождения приходилось одновременно иметь два удостоверения личности для законного проживания.
Начиная с 1980 года Управление внутренних дел официально выдает удостоверения личности жителя Макао. В то же время большое количество жителей Континентального Китая предпринимают многочисленные попытки незаконного пересечения границы, день ото дня увеличивая количество нелегалов. Так называемая Амнистия 89 позволила всем лицам китайского происхождения, находящимся на территории Макао нелегально, обратиться к правительству с заявлением о получении гражданства и впоследствии получить удостоверение личности жителей.

### Период ID карт
Управление внутренних дел и Полицейское управление Макао не имели системы отлаженного взаимодействия в сборе и хранении данных, что создавало путаницу. В этой связи в португальское правительство Макао в январе 1992 года аннулировало так называемые двойные удостоверения и с первого февраля того же года начало выдачу удостоверений личности — идентификационные карты первого поколения. Вплоть до 1996 года, чтобы успешно подготовиться к процессу передачи Макао КНР, китайско-португальская контактная группа провела совещание о выпуске идентификационных карт второго поколения.

### Период ID карт с чипом

#### Первое поколение (контактный чип)
В 2002 году правительство Макао опираясь на «основной закон Макао» осуществило принудительную замену идентификационных карт населения на карты с контактными чипами и разделило эти документы на два типа: для постоянных жителей (кит. 澳門特別行政區永久性居民身份證) (порт. Bilhete de Identidade de Residente Permanente da R.A.E.M.), и для непостоянных жителей (кит. 澳門特別行政區非永久性居民身份證) (порт. Bilhete de Identidade de Residente não Permanente da R.A.E.M.), обозначив тем самым разницу в правах постоянных и непостоянных жителей. 4 декабря того же года Бюро идентификационных документов Макао постепенно добралось до учебных заведений, государственных учреждений и тд в плане замены ID карт. 9 февраля 2007 года правительство Макао полностью завершило процедуру замены ID карт на карты второго поколения. Жители Макао, которые в разный период времени находились за границей и не получили удостоверения личности нового образца, по возвращении обязывали незамедлительно обновить документы.

#### Второе поколение (бесконтактный чип)
С момента появления удостоверений личности с контактным чипом технология производства чипов шагнула намного вперед, и появилась технология производства бесконтактных чипов. Начиная с 31 октября 2013 года правительство Макао начало замену удостоверений личности с контактным чипом первого поколения на удостоверения с бесконтактным чипом второго поколения.

## Внешний вид
Каждая ID карта содержит следующую информацию: фамилия и имя, дата рождения, пол, рост и другие личные данные, а также черно-белую фотографию владельца и подпись. Для лиц, достигших 18 лет выдается удостоверение на 10 лет. Для лиц, не достигших 18 лет выдается удостоверение, действительное в течение 5 лет. Если лицо достигло шестидесятилетнего возраста, ему выдается бессрочное удостоверение.

## Защита от подделки
В документах первого поколения применялись средства защиты, присущие технологиям того времени, такие как светочувствительная бумага, ламинирование и т. д. Удостоверения второго поколения получили стандартный оптический код считывания от Международной организации гражданской авиации, однако степень защиты оставалась по прежнему очень низкой.
Начиная с 2002 года началась выдача удостоверений с чипами, в которых применялись дизайн типа гильош, микролитражная, радужная и ультрафиолетовая печать, лазерная гравировка и т. д. Все это позволило значительно поднять уровень защиты.

## Значение символов на ID карте
На каждом удостоверении жителя Макао присутствуют буквы из португальского языка (например ASM). Значения этих букв следующие:

### Первое поколение
| Буква | Значение                                                            | Примечание                                                                               |
| ----- | ------------------------------------------------------------------- | ---------------------------------------------------------------------------------------- |
| A     | Владелец родился на территории Португалии или Макао                 | Если владелец родился в Португалии, но после передачи Макао КНР, то используется буква D |
| B     | Владелец родился на территории Гонконга                             |                                                                                          |
| C     | Владелец родился на территории Китая (Континентального или Тайваня) |                                                                                          |
| D     | Владелец родился в другой стране                                    |                                                                                          |
| N     | Место рождения владельца неизвестно                                 | Это означает, что владелец не знает места своего рождения                                |
| S     | Владелец предоставил свидетельство о рождении                       |                                                                                          |
| S     | Владелец предоставил свидетельство о рождении                       |                                                                                          |
| M     | Владелец мужского пола (Masculino)                                  |                                                                                          |
| F     | Владелец женского пола (Feminino)                                   |                                                                                          |

### ID с контактным/бесконтактным чипом
| Буква | Значение                                                            | Примечание                                                                               |
| ----- | ------------------------------------------------------------------- | ---------------------------------------------------------------------------------------- |
| A     | Владелец родился на территории Португалии или Макао                 | Если владелец родился в Португалии, но после передачи Макао КНР, то используется буква D |
| B     | Владелец родился на территории Гонконга                             |                                                                                          |
| C     | Владелец родился на территории Китая (Континентального или Тайваня) |                                                                                          |
| D     | Владелец родился в другой стране                                    |                                                                                          |
| N     | Место рождения владельца неизвестно                                 | Это означает, что владелец не знает места своего рождения                                |
| S     | Владелец предоставил свидетельство о рождении                       |                                                                                          |
| M     | Владелец мужского пола (-{Masculino}-)                              |                                                                                          |
| F     | Владелец женского пола (-{Feminino}-)                               |                                                                                          |

## Номер ID карты
Начиная с 1992 года когда правительство Макао начало выдавать новые удостоверения личности, на них начали печатать восьмизначные номера по типу «X/NNNNNN/Y». За основу был взят шестизначный номер удостоверения личности гражданина Португалии, а в начале и в конце была добавлена цифра 1, 5 или 7, указывающие на время получения документа, а в конце добавлялась ещё одна цифра. Со временем произошла смена формата номера с (X/NNNNNN/Y) на XNNNNNN(Y).
Цифра 1 в начале номера указывает на то, что владелец получил удостоверение личности в период после Амнистии 89 . Цифра 5 указывает на то, что владелец ранее обладал португальское удостоверение личности. Цифра 7 показывает, что владелец получил удостоверение личности после обладания так называемой голубой карты (рабочей визы) в Макао. Порядок указания этих цифр регулируется декретом 19/99/M.

## Китайское имя и фамилия
С 2003 года при написании имени и фамилии на удостоверения личности используется запятая «,» для разделения (например 陳,大文). Эта система не прижилась и на удостоверении второго поколения имя и фамилию разделили и разнесли в разные строчки.